# Кёц
Кёц (нем. Kötz) — община в Германии, в земле Бавария.
Подчиняется административному округу Швабия. Входит в состав района Гюнцбург. Подчиняется управлению Кёц. Население составляет 3198 человек (на 31 декабря 2010 года). Занимает площадь 20,55 км².